# Naoya Saeki
Naoya Saeki (jap. 佐伯 直哉 Saeki Naoya; ur. 18 grudnia 1977) – japoński piłkarz występujący na pozycji pomocnika.

## Kariera klubowa
Od 2000 do 2012 roku występował w klubach Júbilo Iwata, Vissel Kobe, Omiya Ardija, Avispa Fukuoka, JEF United Chiba i Tokyo Verdy.